# Charles Edward Turner
Charles Edward Turner ( Washington, D.C., 21 de setembro de 1945 – 15 de abril de 1997 ) foi um botânico norte-americano.